# Carl Christian Rafn

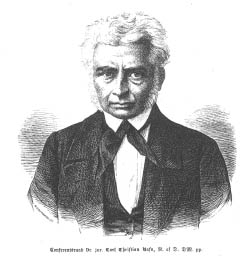
Carl Christian Rafn

Carl Christian Rafn (* 16. Januar 1795 auf Schloss Brahesborg/Fünen/Dänemark; † 20. Oktober 1864 in Kopenhagen) war ein dänischer Archäologe und altnordischer Philologe, der erstmals die nordischen Sagas der Welt bekannt machte. Er war der erste Wissenschaftler, der die Erkenntnis populär machte, dass Amerika von den Wikingern entdeckt wurde.

## Leben
Carl Christian war Sohn von Meiereiverpächter Christian Rafn und Christiane, geborene Kiølbye. Nach dem Besuch der Kathedralskole in Odense ab 1810 ging er 1814 zur Universität Kopenhagen, wo er nach nur eineinhalb Jahren 1816 sein juristisches Staatsexamen absolvierte. Er wurde als Assistent des Militärstaatsanwalts M.H. Borneman angestellt. Ein Jahr später wurde er Leutnant beim fünischen Dragonerregiment.
Aber sein eigentliches Steckenpferd war die isländische Sprache, Literatur und Philosophie. So war er bereits 1818 Mitbegründer der Nationalbibliothek Islands, indem er 22 Bücher nach Reykjavík schickte. Analog förderte er die Gründung der Landesbibliotheken der Färöer (1827) in Tórshavn und Grönlands (Nunatta Atuagaateqarfia 1829) in Godthåb (Nuuk).

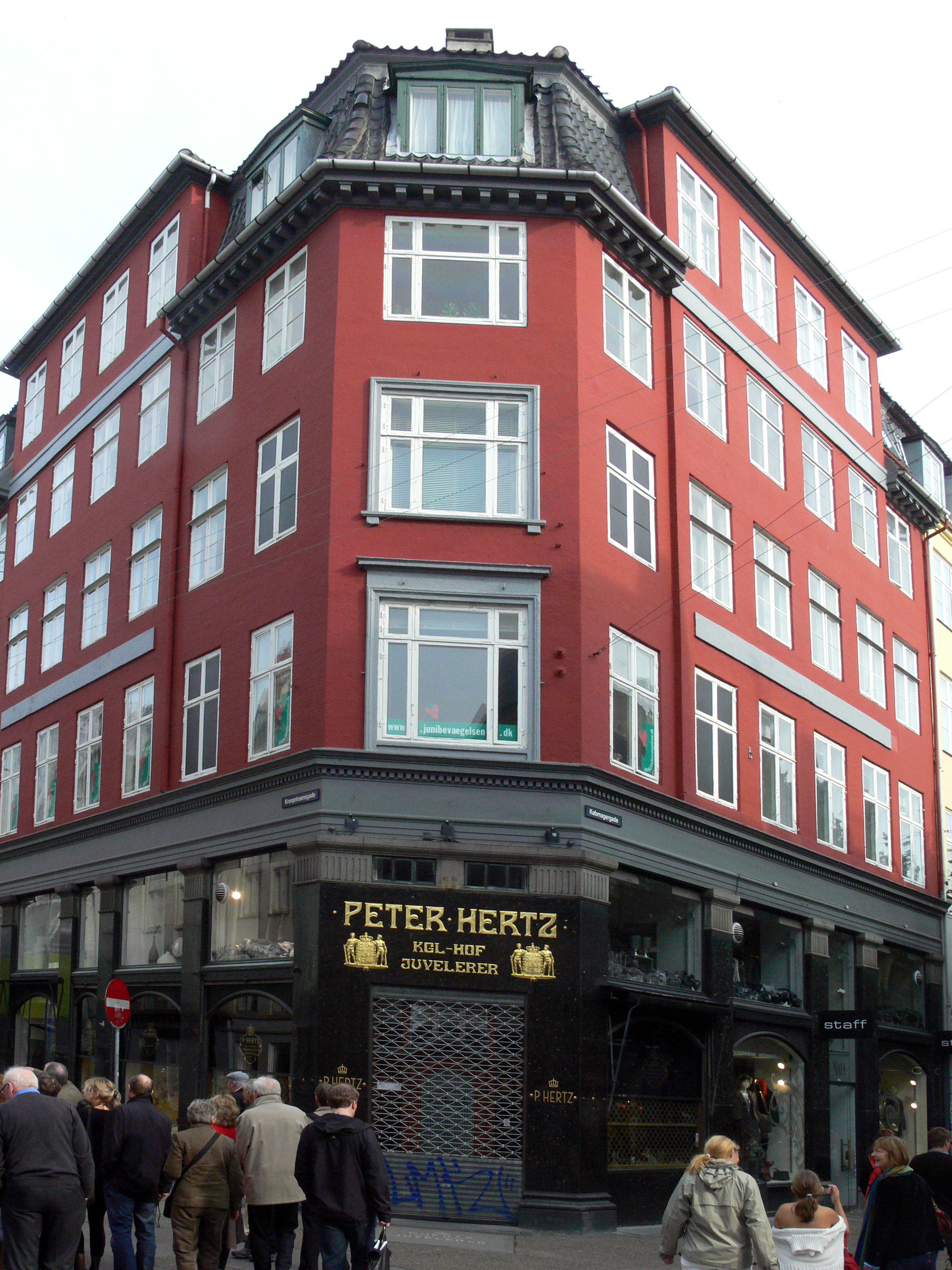
In diesem Haus in Kopenhagen wohnte Carl Christian Rafn

Bereits 1820 wurde Rafn Latein- und Grammatiklehrer bei der Landkadettenakademie (Landkadetakademiet) in Kopenhagen. Offensichtlich füllte ihn diese Aufgabe aber nicht vollständig aus, sodass er nebenher die Arnamagnäanische Sammlung (Arnamagnæanske Samling) der altisländischen Handschriften ordnete und anfing, Texte daraus zu übersetzen. Schnell wurde ihm klar, dass dieses umfangreiche Quellenmaterial niemals von einem einzigen Menschen zu Lebzeiten bewältigt werden kann, und so beschloss er, eine wissenschaftliche Gesellschaft zu gründen, die sich der systematischen Herausgabe altnordischer Texte und Sammlung entsprechender Sprachdenkmäler und archäologischer Gegenstände auf der ganzen Welt widmete. Das war die Geburtsstunde der Nordischen Altschriftgesellschaft (Nordiske Oldskrift-Selskab), die offiziell am 28. Januar 1825 gegründet wurde, dem 57. Geburtstag von König Frederik VI.
Rafn war von Anfang an Sekretär dieser Gesellschaft, die er zusammen mit Rasmus Rask und Josef Abrahamson leitete. Finanziell konnte sie sich auf unerwartet viele Abonnenten ihrer Publikationen in Island stützen. 1826 gab Rafn seine Stellung als Lehrer auf und widmete sich nur noch der Gesellschaft. Im selben Jahr wurde er Professor. 1828 erhielt die Gesellschaft das Prädikat Königlich. Die Gesellschaft wuchs rasch an Mitgliedern auf der ganzen Welt und damit auch Vermögen. Rafn besorgte die gesamte Korrespondenz, war Schatzmeister, suchte Sponsoren und redigierte die Publikationen der Gesellschaft, die zu seinem Tode über ein Vermögen von 170.000 Kronen verfügte.
1830 wurde Rafn Mitglied der Königlichen Kommission zur Aufbewahrung der Altertümer. Die Altschriftgesellschaft übernahm die Aufgabe, deren Periodika herauszugeben, und leistete so ihren Anteil an der dänischen Archäologie jener Zeit. Das Nationalmuseum in Kopenhagen verdankt ihm sein historisch-archäologisches Archiv samt Bibliothek und das „amerikanische Kabinett“, wo archäologische und ethnografische Gegenstände gesammelt wurden.
Große Aufmerksamkeit in Amerika erweckte sein 1837 herausgegebenes Buch Antiqvitates Americanæ, worin er erstmals die Entdeckung Amerikas durch Leif Eriksson der Weltöffentlichkeit darlegte. Auch die anderen Werke (siehe Literaturliste) trugen maßgeblich dazu bei, dass die altnordischen Quellen der Welt bekannt wurden.
Diese internationale Wirkung war aber keine Einbahnstraße. Durch Rafns umfangreiche Korrespondenz mit Gelehrten in aller Welt und seine ausgedehnten Forschungsreisen vermittelte er dem dänischen Volk bis dahin weitgehend unbekannte ausländische Literatur, die nun Eingang in die Bibliotheken fand.
Auch für die färöische Sprache hat sich Rafn eingesetzt. Er unterstützte V.U. Hammershaimb maßgeblich bei der Herausgabe seiner Standardorthographie. Hierbei arbeitete er mit dem dänischen Gouverneur der Färöer, Christian Pløyen, dem isländischen Philologen Jón Sigurðsson und mit dessen dänischem Kollegen Niels Matthias Petersen zusammen, wobei die letzteren beiden als die eigentlichen Väter von Hammershaimbs etymologisierender Orthographie gelten.
1859 wurde Carl Christian Rafn zum kgl. Konferenzrat ernannt. Ausländische Universitäten verliehen ihm die Ehrendoktorwürde. Rafn verstarb 1864 im Alter von 69 Jahren. Er ist in Kopenhagen auf dem Assistenzfriedhof begraben. Sein Grabstein ist auf der Rückseite ein Runenstein, um an seine großen Verdienste für die altnordische Philologie zu erinnern.

## Schriften
Auswahl und oft zusammen mit anderen Autoren
- 1821–1826 – Nordiske Kæmpehistorier (eller mythiske og romantiske Sagaer), efter islandske Haandskrifter fordanskede (3 Bände)
- 1824 – Jomsvikingesaga
- 1825–1837 – Fornmanna sögur (12 Bände)
- 1826 – Krákumál
- 1826–1827 – Kong Olaf Tryggvesøns Saga
- 1829–1830 – Fornaldar Sögur Norðrlanda (3 Bände)
- 1829–1830 – Nordiske Fortidssagaer (3 Bände)
- 1832 – Færeyínga Saga eller Færøboernes Historie i den islandske Grundtext med færøisk og dansk Oversættelse (Deutsch 1833)
- 1837 – Antiqvitates Americanæ (Latein, wurde ins Englische übersetzt und kam in New York heraus)
- 1838–1854 – Grønlands historiske Mindesmærker (3 Bände, Neuauflage 1976)
- 1850–1858 – Antiquités Russes d’après les monuments historiques des Islandais et des anciens Scandinaves (2 Bände, Neuauflage 1969)
- 1852 – Saga Játvarðar konúngs hins Helga (zusammen mit Jón Sigurðsson)
- 1854 – Remarks on a Danish runic stone from the eleventh century, found in the central part of London
- 1856 – Oldtidsminder fra Østen; Antiquités de l’Orient

### Zeitschriften
- 1832–1836 – Nordisk Tidsskrift for Oldkyndighed (3 Bände)
- 1836–1863 – Annaler for nordisk Oldkyndighed (og Historie) (23 Bände)
- 1836–1860 – Mémoires de la société des antiquaires du Nord
- 1843–1863 – Antikvarisk Tidsskrift (7 Bände)

### Artikel
- Der Söndervissing-Stein. In: Verein für Mecklenburgische Geschichte und Altertumskunde: Jahrbücher des Vereins für Mecklenburgische Geschichte und Altertumskunde, Band 24, 1859, S. 6–15 hs-wismar.de